# Wacław Kostek-Biernacki
Wacław Kostek-Biernacki (ur. 24 września 1884 w Lublinie, zm. 25 maja 1957 w Warszawie) – polski pisarz i poeta, działacz sanacyjny, wojewoda nowogrodzki (1931–1932) i poleski (1932–1939), minister, pułkownik piechoty Wojska Polskiego, twórca i nadzorca Miejsca Odosobnienia w Berezie Kartuskiej.

## Życiorys

### Młodość
Pochodził z rodziny mieszczańskiej. Był synem Tomasza i Marii z Niwińskich. Miał brata Jana oraz siostrę Eugenię. Naukę pobierał w gimnazjum w Lublinie. lecz został z niego wydalony za udział w antyrosyjskiej demonstracji. Naukę kontynuował we Lwowie, gdzie w 1903 r. zdał eksternistycznie maturę. Następnie rozpoczął studia na Uniwersytecie Lwowskim, a od 1904 r. także na Wydziale Lekarskim Uniwersytetu Jagiellońskiego. W 1905 r. został działaczem Polskiej Partii Socjalistycznej i porzucił dalszą naukę.
Za swą działalność został w styczniu 1907 r. aresztowany w Warszawie i osadzony w więzieniu lubelskim. Stamtąd 26 maja 1907 r. zorganizował udaną ucieczkę 41 więźniów. Na wolności angażował się w akcje bojowe PPS - Frakcji Rewolucyjnej. Kolejno przedostał się na tereny zaboru austriackiego, skąd w 1908 r. wyruszył do Francji, gdzie zaciągnął się do Legii Cudzoziemskiej. Został wysłany do Algieru, służył w 1 pułku w miejscowości Sidi-Bel-Abbes w pobliżu Oranu, lecz długo w niej nie pozostał, gdyż we wrześniu 1908 r. zdezerterował i powrócił do Galicji. Tam został członkiem Związku Walki Czynnej.

### Wielka Wojna
W 1914 r. został żołnierzem oddziałów strzeleckich pod dowództwem Józefa Piłsudskiego. Jako porucznik służył w I Brygadzie Legionów Polskich. W okresie od sierpnia do grudnia 1914 pełnił funkcję szefa żandarmerii I. Pułku Legionów Polskich, gdzie zyskał przydomek „Kostek-Wieszatiel”. Potem najczęściej był przydzielony do sztabu 1 Brygady. Po tzw. kryzysem przysięgowym został internowany do obozu w Beniaminowie, skąd został zwolniony 20 czerwca 1918 r. Po uwolnieniu udał się do Krakowa, gdzie został członkiem Polskiej Organizacji Wojskowej. 1 listopada 1918 r. został żołnierzem Wojska Polskiego i został przydzielony do 5. Pułku Piechoty Legionów. Brał udział w walkach na froncie polsko-ukraińskim.

### II Rzeczpospolita
Po odzyskaniu niepodległości, w latach 1919–1920 w stopniu kapitana, później majora był dowódcą batalionu zapasowego 22 pułku piechoty w Siedlcach. Następnie otrzymał przydział na stanowisko zastępcy dowódcy 43. Pułku Piechoty w Równem. 22 lipca 1922 roku został zatwierdzony na stanowisku pełniącego obowiązki zastępcy dowódcy 62 pułku piechoty w Bydgoszczy. Następnie został przeniesiony do 4. Pułku Strzelców Podhalańskich. W 1923 roku był zastępcą dowódcy 4 pułku Strzelców Podhalańskich w Cieszynie. W tym czasie został aresztowany i postawiony przed sądem wojskowym, za wzięciu udziału w zamieszkach robotniczych. Został uniewinniony. W 1924 roku pełnił służbę w 20 pułku piechoty w Krakowie, pozostając oficerem nadetatowym 4 pułku Strzelców Podhalańskich. 21 sierpnia 1926 roku został przeniesiony z 78 pułku piechoty w Baranowiczach do 38 pułku piechoty Strzelców Lwowskich w Przemyślu na stanowisko dowódcy pułku. 24 grudnia 1929 awansował na pułkownika. W sierpniu 1930 tymczasowo mianowany komendantem Twierdzy Brzeskiej. W 1931 został zwolniony ze stanowiska dowódcy pułku. Z dniem 30 czerwca 1931 został przeniesiony w stan nieczynny na okres dwunastu miesięcy, bez prawa do poborów. Od 1 lipca 1932 do 3 września 1932 był wojewodą nowogródzkim. Skierowano go tam, ze względu na bunt wobec władz państwowych, które były skutkiem tzw. Wielkiego Kryzysu. Z dniem 30 czerwca 1932 został mu przedłużony okres pozostawania w stanie nieczynnym o kolejnych dwanaście miesięcy. Następnie 8 września został wojewodą poleskim. Został mianowany na ten urząd, ze względu na zbrojne wystąpienia wobec władz państwowych.
W 1934 r. został skierowany do organizacji i nadzoru nad miejscem odosobnienia w Berezie Kartuskiej, gdzie zaplanował i nadzorował realizację metod torturowania więźniów uznanych za przeciwników sanacji. Z tego powodu Stanisław Mackiewicz nazwał go „chorobliwym sadystą”. Z dniem 30 września 1934 został przeniesiony w stan spoczynku.
Od maja 1938 był Prezesem Zarządu Okręgu Brześć nad Bugiem Związku Legionistów Polskich.

### II Wojna światowa i PRL
2 września 1939 prezydent RP Ignacy Mościcki mianował go ministrem w rządzie Felicjana Sławoja Składkowskiego i poruczył mu pełnienie urzędu Głównego Komisarza Cywilnego. Na stanowisku tym Biernacki wydał szereg zarządzeń, w tym 11 września Zarządzenie nr 5 o militaryzacji Policji Państwowej. Ponadto miał być pośrednikiem pomiędzy Naczelnym Wodzem i rządem, odbierając od Rady Ministrów projekty aktów prawnych, które wracały do niej po opinii marszałka Edwarda Śmigłego-Rydza.
W nocy z 6 na 7 września wraz ze swoi biurem ewakuował się z Warszawy do Brześcia. 13 września zniesiono podział na obszar „operacyjny” i „krajowy”, co spowodowało chaos kompetencyjny pomiędzy Głównym Komisarzem i ministrami. 15-16 września Kostek-Biernacki był w Tarnopolu, później w Kołomyi. W międzyczasie popadł w konflikt z administracją, w związku jak traktowano więźniów ukraińskich. Naczelny Wódz zastąpił Komisarza Leonem Kniaziołuckim, lecz po ataku ZSRR na Polskę, dyrektywa nie weszła w życie.
18 września 1939, wraz z Kwaterą Główną Naczelnego Wodza, przekroczył granicę z Rumunią, gdzie był internowany do 1944. 30 września 1939 prezydent RP Władysław Raczkiewicz podpisał dymisję z zajmowanej przez niego funkcji.
W 1945 został przez Rumunów wydany nowym władzom komunistycznym w Polsce. 9 listopada 1945 r. Kostek-Biernacki został formalnie aresztowany i osadzony w więzieniu przy ul. Rakowieckiej. W więzieniu był torturowany, a po 8 latach pobytu w więzieniu na Mokotowie wytoczono mu proces. 14 kwietnia 1953 został skazany na karę śmierci w oparciu o dekret „O odpowiedzialności za klęskę wrześniową i faszyzację życia państwowego” z 22 stycznia 1946. Uznano go winnym tłumienia ruchu rewolucyjnego, faszyzowania kraju, szkalowania i zohydzania Związku Radzieckiego, gdyż pełniąc funkcje wojewody wypełniał politykę sanacyjnego rządu: dławił ruchy mas pracujących miast i wsi oraz wynaradawiał ludność ukraińską i białoruską. Sąd Najwyższy po apelacji zamienił wyrok śmierci na 10 lat więzienia, jednak 9 listopada 1955 z powodu złego stanu zdrowia Wacław Kostek-Biernacki został zwolniony z więzienia.
Zmarł 25 maja 1957 w Warszawie. Został pochowany w grobie rodzinnym na starym cmentarzu w Grójcu.

## Życie prywatne
W 1911 r. ożenił się z Anną Sokolską, z którą miał syna Leszka.

## Awanse
- chorąży – 29 września 1914
- porucznik – 5 marca 1915 (z pominięciem stopnia podporucznika)
- podpułkownik – 3 maja 1926 ze starszeństwem z dniem 15 sierpnia 1924 i 10,5. lokatą w korpusie oficerów zawodowych piechoty
- pułkownik – 24 grudnia 1929 ze starszeństwem z dniem 1 stycznia 1930 i 6. lokatą w korpusie oficerów zawodowych piechoty

## Ordery i odznaczenia
- Krzyż Komandorski Orderu Odrodzenia Polski – 11 listopada 1936[19]
- Krzyż Niepodległości z Mieczami – 20 stycznia 1931[20][21]
- Krzyż Oficerski Orderu Odrodzenia Polski – 10 listopada 1928[22][23]
- Krzyż Walecznych dwukrotnie
- Złoty Krzyż Zasługi – 16 marca 1928[24]
- Znak oficerski „Parasol”

## Twórczość
Jedzie, jedzie na kasztance,

Siwy strzelca strój! Siwy strzelca strój!

Hej, hej, Komendancie,

Miły Wodzu mój!

Jego twórczość pozostaje nieznana. Książka Djabeł zwycięzca krytykowana była przez katolickie media, szczególnie przez „Gazetę Tygodniową”, w której między innymi napisano: Jest ona pełna cynizmu, czyli braku szacunku dla rzeczy powszechnie szanowanych. Kostek-Biernacki bije w niej, kopie, pluje na wszystko, co Polak kiedykolwiek szanował. W 1951 wszystkie jego utwory objęte były zapisem cenzury w Polsce i podlegały natychmiastowemu wycofaniu z bibliotek, zostały pod kontrolą wywiezione do papierni i zniszczone.
- Jak oni!, 1909, wspomnienia bojowca
- Na ulicach Warszawy, 1911
- Szlakami buntu, Kraków 1911, powieść
- Marsze i piosenki brygady Piłsudskiego, Kraków 1915
- Szopka Benjaminowska, Warszawa 1927
- Djabeł zwycięzca, Kraków 1931, zbiór opowiadań
- Straszny gość, 1932, zbiór opowiadań, wyd. powojenne Wyd. vis-à-vis/ Etiuda Kraków 2006
- Ułan dyżurny, 1939, wspomnienia
- Słowa „Pieśni o Wodzu Miłym” (do muzyki sierżanta I Brygady Zygmunta Pomarańskiego):